# Elektrický zdroj

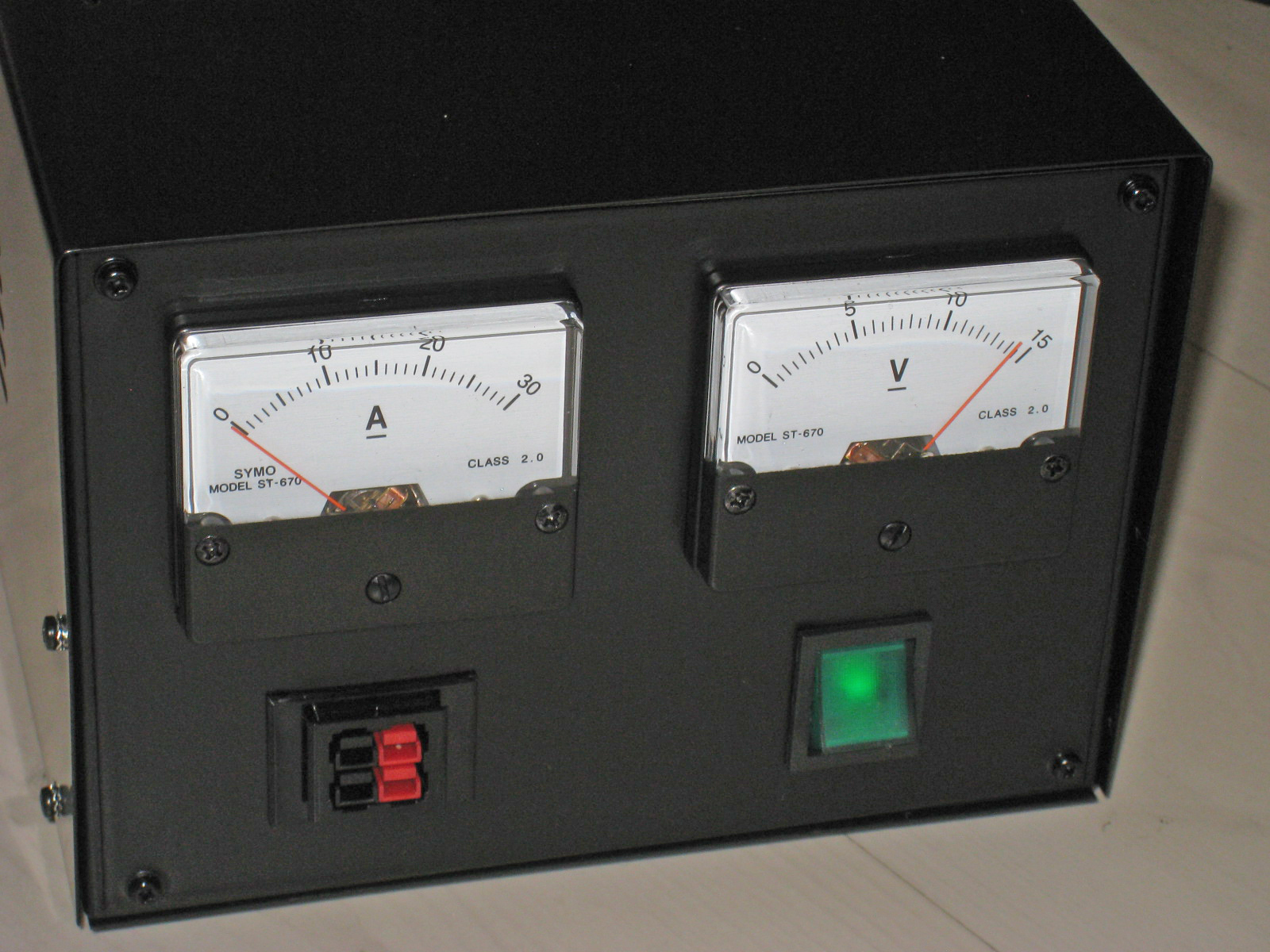
Jednoduchý univerzální laboratorní elektrický zdroj.

Elektrický zdroj je v elektrotechnice zařízení, které mění elektrickou energii na výstup požadovaného elektrického napětí, proudu a frekvence pro připojený elektrický spotřebič. Konstrukčně existují dva odlišně řešené zdroje: zdroj napětí (poskytuje konstantní napětí) a zdroj proudu (poskytuje konstantní proud).

## Typy elektrických zdrojů
Elektrický zdroj je základní součástkou mnoha zařízení. Dále jsou uvedeny některé hlavní typy:

### Spínaný zdroj
V současné době (2019) je většina elektrických zdrojů vyráběna jako spínané zdroje. Jejich výhodou je hlavně nižší hmotnost. Když ještě nebyly k dispozici řídící a výkonové polovodičové součástky umožňující lacinou konstrukci spínaných zdrojů, používaly se těžší a bytelnější elektrické zdroje s transformátorem.

### Počítačový zdroj
Počítače obsahují spínaný zdroj, který mění nízké střídavé napětí z rozvodné sítě (v ČR 230 V, 50 Hz) na malé napětí používané v elektrických obvodech počítačů (stejnosměrné napětí 3,3 V, 5 V a 12 V).

### AC adaptér
AC adaptér bývalo trafíčko, dnes jde o malý spínaný zdroj ve tvaru a velikosti standardní elektrické zástrčky (například nabíječka mobilního telefonu) používané v rozvodné síti 230 V, který poskytuje malé napětí potřebné pro konkrétní spotřebič.

### Svařovací zdroj
Svařovací zdroje poskytují vysoký proud (běžně stovky Ampér), který umožňuje místně roztavit kov a umožnit tak jeho spojování. Dříve se používaly tzv. trafa (s transformátorem), modernější jsou svařovací invertory se spínaným zdrojem (tj. elektronicky řízené).

## Vnitřní odpor zdroje
Ideální elektrický zdroj poskytuje stále stejné napětí bez ohledu na připojenou zátěž (tj. při různý odběrech proudu je napětí zdroje konstantní). Ideální zdroj však neexistuje, protože vnitřní odpor reálného zdroje omezuje maximální proud, který může elektrickým obvodem protékat. Reálný elektrický zdroj může pro zajištění stabilního výstupního napětí na používat stabilizátor napětí, který ho zajišťuje pomocí úbytku napětí (rozdíl mezi vstupním a výstupním napětím stabilizátoru).

## Elektrická práce
Elektrický zdroj vykonává v elektrickém obvodu elektrickou práci. Velikost této práce za jednotku času je elektrický výkon zdroje.